# Pseudophilautus schmarda

Verbreitung

Pseudophilautus schmarda ist eine endemisch auf Sri Lanka vorkommende Froschlurchart (Anura) aus der Familie der Ruderfrösche (Rhacophoridae). Der Artname ehrt den österreichischen Zoologen und Forschungsreisenden Ludwig Karl Schmarda. Im englischen Sprachgebrauch wird die Art deshalb als Schmarda's shrub frog (Schmardas Strauchfrosch) bezeichnet.

## Merkmale
Ausgewachsene Exemplare von Pseudophilautus schmarda erreichen bei den Männchen eine Kopf-Rumpf-Länge (SVL) von 18 bis 27 Millimetern. Die SVL-Bandbreite bei den etwas größeren Weibchen schwankt zwischen 20 und 33 Millimetern. Ein Sexualdimorphismus liegt nicht vor. Die Körperoberseite hat eine olivgrüne bis hellbraune Farbe. Rücken und Kopf zeigen eine kräftige, unregelmäßige dunkelbraune Zeichnung und sind mit vielen kleinen warzenartigen Höckern überzogen, die an den Augen besonders ausgeprägt sind. Dieses Aussehen, das mitunter einigen Käfern (Coleoptera) ähnelt, verleiht dem Frosch im Englischen zuweilen den Trivialnamen Sri Lanka Bug-Eyed Frog. Die Brust und der Bauch sind gelblich. An den Finger- und Zehenenden befinden sich verbreiterte Haftscheiben. Die Augen sind schwarz, groß und hervortretend, die Iris ist rötlich braun.

## Ähnliche Arten
Exemplare anderer Vertreter aus der Gattung Pseudophilautus unterscheiden sich in erster Linie dadurch, dass sie auf dem Rücken und im Bereich der Augen weit weniger mit warzenartigen Höckern versehen sind als Pseudophilautus schmarda.

## Verbreitung und Lebensraum
Das Verbreitungsgebiet von Pseudophilautus schmarda erstreckt sich entlang eines relativ schmalen Streifens im zentralen Bergland auf Sri Lanka. Dort lebt die Art in feuchten, immergrünen Busch-  und Strauchlandschaften in Höhenlagen zwischen 810 und 2300 Metern.

## Lebensweise
Pseudophilautus schmarda hält sich überwiegend in den unteren Strauchebenen des Waldes in Höhen von einem bis zu zwei Metern über dem Erdboden auf. Junge Frösche sind auch am Erdboden zu finden. Mit ihrer olivgrünen oder bräunlichen Färbung besitzen sie auf Moosen, algenbewachsenen Hölzern oder Felsen eine sehr gute Tarnung. Der Frosch ist ein geschickter Kletterer, da er verbreiterte Haftscheiben an den Finger- und Zehenenden besitzt. Das Weibchen deponiert die Eier in einem feuchten Hohlraum im Erdboden. Es handelt sich dabei um eine direkte Entwicklung, da es kein Kaulquappenstadium gibt. Stattdessen vollzieht sich die Larvalentwicklung innerhalb der Eier, aus denen die fertig entwickelten Jungfrösche schlüpfen.

## Gefährdung
Die Art ist lediglich in einem kleinen Gebiet auf Sri Lanka heimisch und wird von der Weltnaturschutzorganisation IUCN als „Endangered = stark gefährdet“ geführt.